# 联合国安全理事会第1753号决议
联合国安理会1753号决议是联合国安全理事会于2007年4月27日在第5668次会议上一致通过的一项决议。该决议解除对利比里亚的钻石出口禁令，并鼓励利比里亚政府继续遵守金伯利进程。